# ウィンスロー (メイン州)
ウィンスロー（ウィンズロウ、英: Winslow）は、アメリカ合衆国メイン州のケネベック郡にある町。人口は7,948人（2020年）。ケネベック川に面している。

## 歴史
ウィンスローは元々タコノックと名付けられたインディアンの居住地だった。ウィリアム王戦争のときの1692年、ベンジャミン・チャーチがボストンから東に向かう3回目の遠征隊を率いて、この地域を通った。この遠征隊は450名居り、ペノブスコット（キャスティン）と現在のウィンスローに有ったインディアンの集落を襲撃した。
その後のウィンスローにはプリマス植民地の開拓者が移ってきた。この地域はイギリス王室からピルグリムの総督ウィリアム・ブラッドフォードとその仲間に払い下げられた土地だった。初期の開拓者は、ウィンスロー、ブラッドフォード、ウォーレン、オーティスなど、旧植民地やピルグリムに多い一族だった。これら開拓者の子孫が現在の町でも見られる。
1754年、マサチューセッツ植民地議会の命令によって、セバスティクック川とケネベック川の合流点にある半島に、ハリファックス砦が建設された。その保護下に出現した開拓地は、マサチューセッツのマーシュフィールド出身で、この砦の建設を監督したジョン・ウィンスロー将軍にちなんで名付けられた。ウィンスローは、メイフラワー号で到着したプリマス植民地のピルグリム総督であり、マーシュフィールドの町を設立したエドワード・ウィンスローの子孫だった。ウィンスロー将軍は1699年にその父であるアイザック・ウィンスローが建設した邸宅に住んだ。この歴史あるウィンスロー邸は現在もマーシュフィールドに残っており、アメリカ合衆国国家歴史登録財に指定されている。
セバスティクック川とケネベック川が、開拓初期には食料、製品、さらには開拓者の輸送のための主要ルートとなった。1775年、大陸軍のベネディクト・アーノルドがケネベック川を辿って北上し、ウィンスローでハリファックス砦に停まり、その後カナダ侵攻に向かったが、成果を上げられなかった。ハリファックス砦の兵舎はこの手の木造構造物として国内最古のものだったが、1987年の洪水でケネベック川に流されたために、その後再建された。
19世紀、アメリカ国道201号線のオールド・カナダ道路（現在は景観道路）を通って、数多いアイルランド人やフランス系カナダ人移民が季節労働あるいは工事労働を求めて下り、後にケネベック川流域をその住処にした。ウィンスローの初期開拓者は水力を使って工業を発展させた。現代のウィンスローはケネベック川沿いにあったホリングスワース・アンド・ホィットニー・カンパニーの製紙工場を中心に発展した。この工場は後にスコット製紙会社に買収され、スコット社がキンバリー・クラークと合併したことで、1997年には閉鎖された。ウィンスローの工業の衰退は1980年代に始まったが、現在も小さな軽工業が幾つか残っており、新事業が町に入り続けている。これにも拘わらず、サービス業は限られたものになっている。ウィンスローは近くのウォータービル市やオーガスタ市で働く中流、および上中流階級にとってのベッドタウンとなっている。
ポール・ニューマン、エド・ハリス、ヘレン・ハントが出演し、2005年にHBOケーブルテレビで放映された『Empire Falls』はウィンスローで撮影された。この映画は小説家リチャード・ルッソが2001年に出版した同名小説を翻案したものだった。ウィンスローでは、毎年7月4日のアメリカ独立記念日にメイン州最大の花火大会が開催されている。

## 地理
ウィンスロー町は北緯44度32分33秒 西経69度36分18秒 / 北緯44.542428度 西経69.605101度 (44.542428, -69.605101)に位置している。
アメリカ合衆国国勢調査局に拠れば、町域全面積は38.67平方マイル (100.15 km2)であり、このうち陸地36.82平方マイル (95.36 km2)、水域は1.85平方マイル (4.79 km2)で水域率は4.78%である。ウィンスローはセバスティクック川がケネベック川に合流する所にある。
町内をアメリカ国道201号線とメイン州道11号線、同32号線、同100号線、同137号線が通っている。北はベントン町、東はアルビオン町、南東はチャイナ町、南はバッサルボロ町、西はケネベック川越しにウォータービル市に接している。

## 人口動態

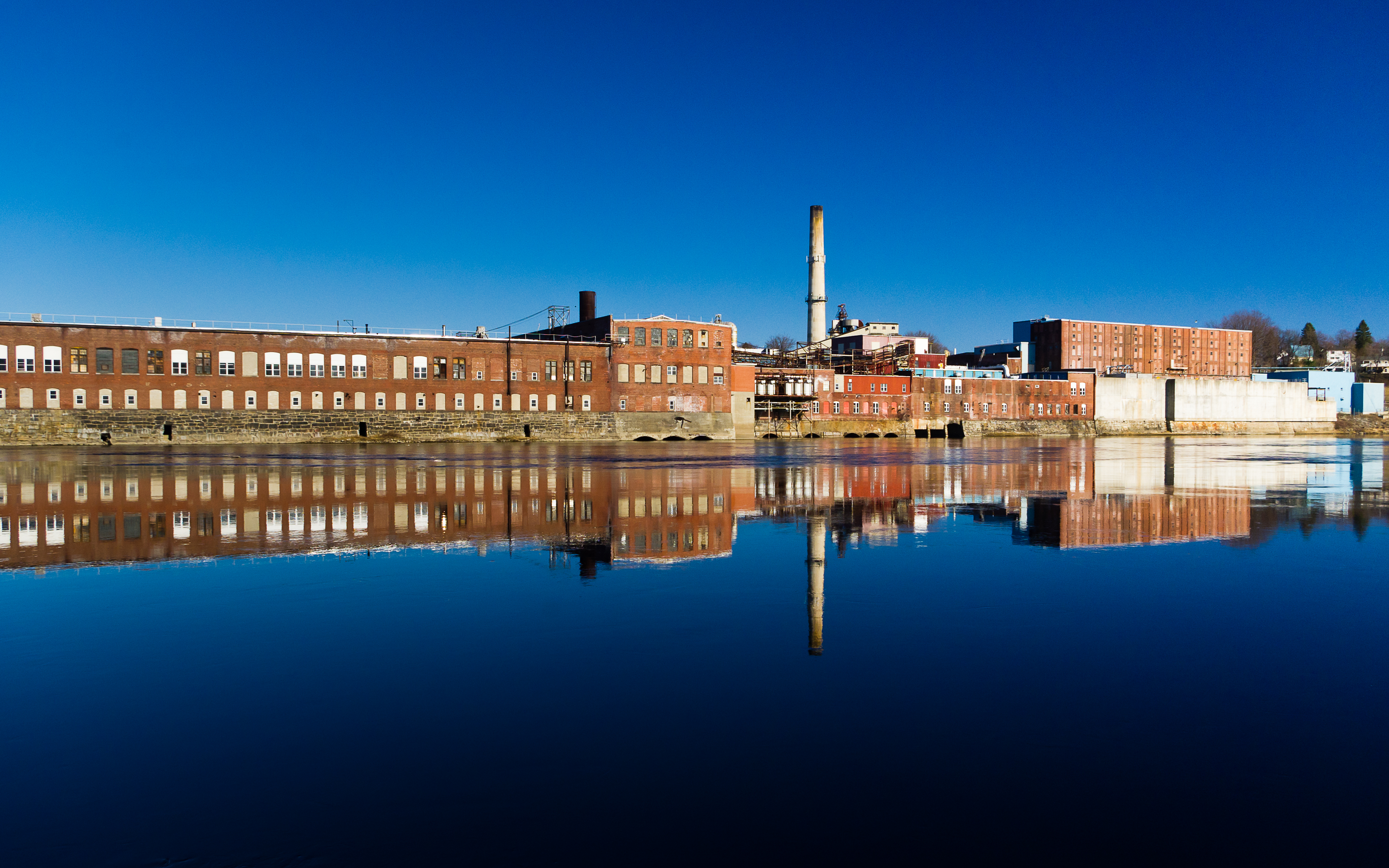
スコット製紙会社の工場（元ホリングスワース・アンド・ホィットニー・カンパニー）、) キンバリー・クラークと合併後に閉鎖された

### 2010年国勢調査
以下は2010年国勢調査による人口統計データである。
| 基礎データ - 人口: 7,794 人 - 世帯数: 3,328 世帯 - 家族数: 2,183 家族 - 人口密度: 81.7人/km2（211.7 人/mi2） - 住居数: 3,692 軒 - 住居密度: 38.7軒/km2（100.3 軒/mi2） 人種別人口構成 - 白人: 96.0% - アフリカン・アメリカン: 0.4% - ネイティブ・アメリカン: 0.6% - アジア人: 0.6% - その他の人種: 0.2% - 混血: 2.3% - ヒスパニック・ラテン系: 1.1% | 年齢別人口構成 - 18歳未満: 21.8% - 18-24歳: 7% - 25-44歳: 23.1% - 45-64歳: 30% - 65歳以上: 17.8% - 年齢の中央値: 44歳 - 性比（女性100人あたり男性の人口） - 総人口: 92.3 世帯と家族（対世帯数） - 18歳未満の子供がいる: 28.7% - 結婚・同居している夫婦: 50.3% - 未婚・離婚・死別女性が世帯主: 10.6% - 非家族世帯: 34.4% - 単身世帯: 28.1% - 65歳以上の老人1人暮らし: 13.5% - 平均構成人数 - 世帯: 2.34人 - 家族: 2.84人 |

### 2000年国勢調査

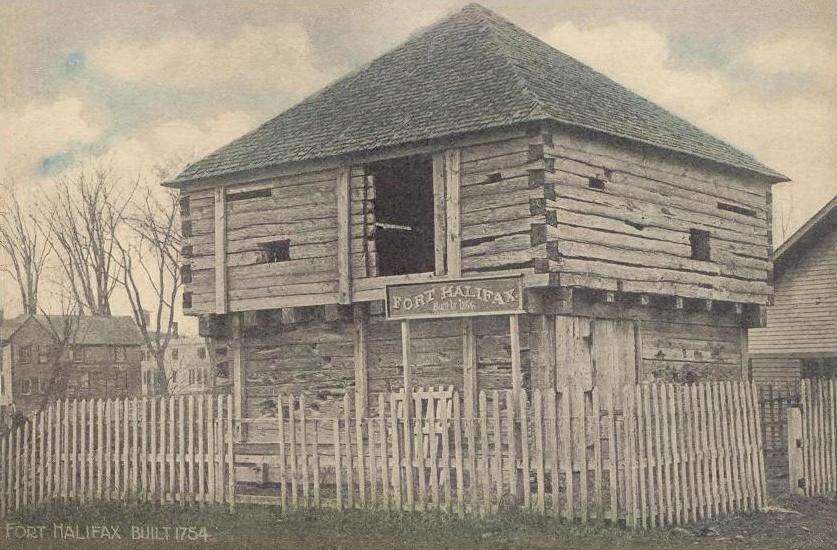
ハリファックス砦、1905年頃

以下は2000年国勢調査による人口統計データである。
| 基礎データ - 人口: 7,743 人 - 世帯数: 3,268 世帯 - 家族数: 2,212 家族 - 人口密度: 81.1人/km2（210.1 人/mi2） - 住居数: 3,591 軒 - 住居密度: 37.6軒/km2（97.4 軒/mi2） 人種別人口構成 - 白人: 98.05% - アフリカン・アメリカン: 0.13% - ネイティブ・アメリカン: 0.27% - アジア人: 0.35% - 太平洋諸島系: 0.01% - その他の人種: 0.22% - 混血: 0.97% - ヒスパニック・ラテン系: 0.77% 年齢別人口構成 - 18歳未満: 24.1% - 18-24歳: 6.3% - 25-44歳: 27.0% - 45-64歳: 24.6% - 65歳以上: 18.0% - 年齢の中央値: 41歳 - 性比（女性100人あたり男性の人口） - 総人口: 90.6 - 18歳以上: 86.0 | 世帯と家族（対世帯数） - 18歳未満の子供がいる: 30.7% - 結婚・同居している夫婦: 53.7% - 未婚・離婚・死別女性が世帯主: 10.4% - 非家族世帯: 32.3% - 単身世帯: 26.8% - 65歳以上の老人1人暮らし: 13.5% - 平均構成人数 - 世帯: 2.35人 - 家族: 2.83人 収入と家計 - 収入の中央値 - 世帯: 39,580米ドル - 家族: 46,725米ドル - 性別 - 男性: 37,116米ドル - 女性: 25,429米ドル - 人口1人あたり収入: 18,501米ドル - 貧困線以下 - 対人口: 7.0% - 対家族数: 3.7% - 18歳未満: 7.1% - 65歳以上: 9.9% |

## 町政府
ウィンスロー町は町政委員会の政府を持っている。町マネジャーが日々の管理を行っている。

## 教育
ウィンスローはメイン州教育管理学区第92に属しており、町内には公立学校3校と私立カトリック系小学校の合わせて4つの学校がある。教育体系は教育管理学区第92の監督官が運営しており、監督官は隣接するウォータービル市に住んでいる。ウィンスロー高校は900万ドルの改修予算を掛けて2008年に完成した。

## 見どころ
- 2セント橋、ウォータービルとウィンスローの間のケネベック川に架かる吊り橋、元は通行料2セントの有料橋、現在は無料
- ハリファックス砦

## 著名な出身者
- シャロン・リー、SF小説作家、夫スティーブ・ミラーと共にメイン州を舞台にした作品を発表している。